# Dayton (Wyoming)
Dayton é uma cidade  localizada no estado norte-americano de Wyoming, no Condado de Sheridan.

## Demografia
Segundo o censo norte-americano de 2000, a sua população era de 678 habitantes.
Em 2006, foi estimada uma população de 738, um aumento de 60 (8.8%).

## Geografia
De acordo com o United States Census Bureau tem uma área de
1,2 km², dos quais 1,2 km² cobertos por terra e 0,0 km² cobertos por água.

## Localidades na vizinhança
O diagrama seguinte representa as localidades num raio de 68 km ao redor de Dayton.